# Anxhela Peristeri
Anxhela Peristeri (pronunciación en albanés: [andʒɛla pɛɾistɛɾi]; Korçë, Albania, 24 de marzo de 1986) es una cantante y compositora albanesa.

## Biografía
Anxhela Peristeri comenzó su educación en Korçë, su ciudad natal, aunque terminó la escuela secundaria de arte en Tirana y, posteriormente, se graduó de la Facultad Académica en Grecia. En el país heleno, donde vivió durante un tiempo, también participó en X Factor.
En el año 2001, comenzó su carrera debutando en el Festivali i Këngës con la canción "Vetem ti te kam", una canción que la dio a conocer en el panorama musical albanés. Tres años después, participó en la edición inaugural del Top fest con una canción titulada "1001 djem", que fue bastante exitosa y que fue incluida en "Anxhela per ju", su primer y único álbum, publicado en 2004. Un año después, en el 2005, Anxhela debutó en el Kënga Magjike con la canción "Sonte dridhuni", tras lo cual, la cantante emigró a Grecia, donde permanecería durante nueve años.
Después de varios años de ausencia en su país, el año 2014 marcó el regreso de la cantante Anxhela Peristeri a Albania con una nueva canción llamada "Femër Mediatike". Ese mismo año, además, la cantante, por primera vez en nueve años, se presentó al Kënga Magjikë con la canción "Ai po iken". Desde su retorno, la cantante vive en Tirana y participa regularmente en festivales y espectáculos que tienen lugar en Albania. Así, se convirtió en la ganadora de la primera edición de la versión albanesa de Tu cara me suena y la segunda de "C'est la vie", pero la victoria en Kënga Magjike en 2017, con la canción "E Çmendur" selló su éxito. Cabe destacar que en 2016 quedó segunda en dicho festival con el tema "Genjeshtar" y en 2019 regresó con "Dikush i imi", quedando en tercer lugar.
En octubre de 2020, la emisora Radio Televizioni Shqiptar (RTSH), anunció que Peristeri era una de los veintiséis concursantes seleccionados para competir en el 59.º Festivali i Këngës con la canción "Karma", festival en el que ya había participado 19 años antes. Peristeri ganó este concurso y representó a Albania en el Festival de la Canción de Eurovisión 2021 en mayo, quedando en el puesto 21.

## Discografía

### Álbumes de estudio
- Anxhela për ju (2004)

### Sencillos
- Vetëm ty të kam (2001)
- 1001 djem (2004)
- Ishe mbret (2004)
- Hej Ti (2005)
- Sonte dridhuni (con Big Man) (2005)
- Femer Mediatike (2014)
- Ai Po Iken (2014)
- Bye Bye (con Marcus Marchado) (2015)
- Ska Si Ne (con Aurel, Blerina & Erik) (2015)
- Si Po Jetoj (2015)
- Llokum (con Gold AG & LABI) (2016)
- Genjeshtar (2016)
- Qesh (con Aurel Thëllimi) (2017)
- I Joti (2017)
- E Çmendur (2017)
- Insanely in Love (con Kastriot Tusha) (2018)
- Shpirti ma di (2018)
- Pa Mua (2018)
- Muza Ime (con Mateus Frroku) (2019)
- Maraz (2019)
- Shpirt i Bukur (2019)
- Dikush i imi (2019)
- Ata (con Sinan Vllasaliu) (2020)
- Dashni (2020)
- Lujta (2020)
- Karma (2020)[3]